# Uthman bin Ali Zayla'i
Uthman bin Ali Zayla'i ( arabe : عثمان بن علي الزيلعي ), aussi appelé Fakhr al-Din al-Zayla'i  décédé en 1342, était un théologien et juriste somalien du XIVème siècle originaire de Zeila.

## Biographie
Zayla'i a beaucoup voyagé à travers le monde musulman au cours de sa vie. Il s'est finalement installé au Caire, en Égypte, où il a rejoint d'autres étudiants somaliens au Riwaq al Zayla'i de l'Université Al-Azhar. Ce riwaq (section en français) al Zayali était une partie de l'université réservée exclusivement aux étudiants issus de la Corne de l'Afrique, essentiellement l'actuelle Somalie.
Uthman a écrit plusieurs livres sur la jurisprudence islamique, dont l'un est considéré comme l'un des textes faisant le plus autorité au sein de l'école islamique Hanafi. Composé de quatre volumes, cet ouvrage est connu sous le nom de Tabayin al-Haqa'iq li Sharh Kanz al-Daqa'iq. Il y rapporte la parole d'Abou Hanifah selon laquelle la Qiblah des gens de l'Est est l'Ouest et la Qiblah des gens de l'Ouest est l'Est et la Qiblah des gens du Nord est le Sud et la Qiblah des gens du Sud est le Nord.
Il est également reconnu pour son commentaire du Kanz al-Daqa'iq, un ouvrage majeur de l'école Hanafite écrit par Abu al-Barakat al-Nasafi (en). Dans son commentire de cet ouvrage, il note que le jihad est une obligation collective pour les musulmans. Uthman est également connu pour avoir été l'enseignant de Jamal al-Din al-Zayla'i, érudit hanafite, également originaire de Somalie, et de ‘Abd Allāh ibn Yūsuf Zayla‘ī, autre érudit hanafite, auteur d'un ouvrage centré sur la sunna, Naṣb al-rāyah takhrīj aḥādīth al-Hidāyah (en arabe نصب الـرايـة تـخـريـج أحـاديـث الـهـدايـة ()). Parmi ses élèves, Jamal al-Din al-Zayla'i est sans doute le savant le plus réputé, notamment connu pour ses connaissances et ses compétences en science du hadith. Uthan fut cependant son professeur de Fiqh et non de science du hadith.
Uthman est enterré au  Caire, ville où il a étudié et où il s'était installé.